# Озеро Ченське
Озеро Ченське — заповідне урочище місцевого значення. Об'єкт розташований на території Ковельського району Волинської області, с. Глухи.
Площа — 52 га, статус отриманий у 1979 році.
Охороняється однойменне озеро карстового походження. Площа озера - 49,4 га, середня шлибина - 3 м., максимальна – 5 м., дно - піщано-глинисте.
Навколо озера зростають береза повисла, вільха чорна, очерет звичайний, рогіз широколистий, осока пухирчаста, трапляється угруповання латаття білого, занесене до Зеленої книги України. 
Види іхтіофауни, що населяють озеро: карась сріблястий, щука, лин, плітка. Найчисельнішими серед водоплавних і навколоводних птахів, що гніздяться на озері, є лебідь-шипун, крижень, гагара чорновола, гуска сіра, баранці звичайний і великий, кулик-сорока, коловодники звичайний і болотяний, побережник білохвостий та інші.

## Галерея

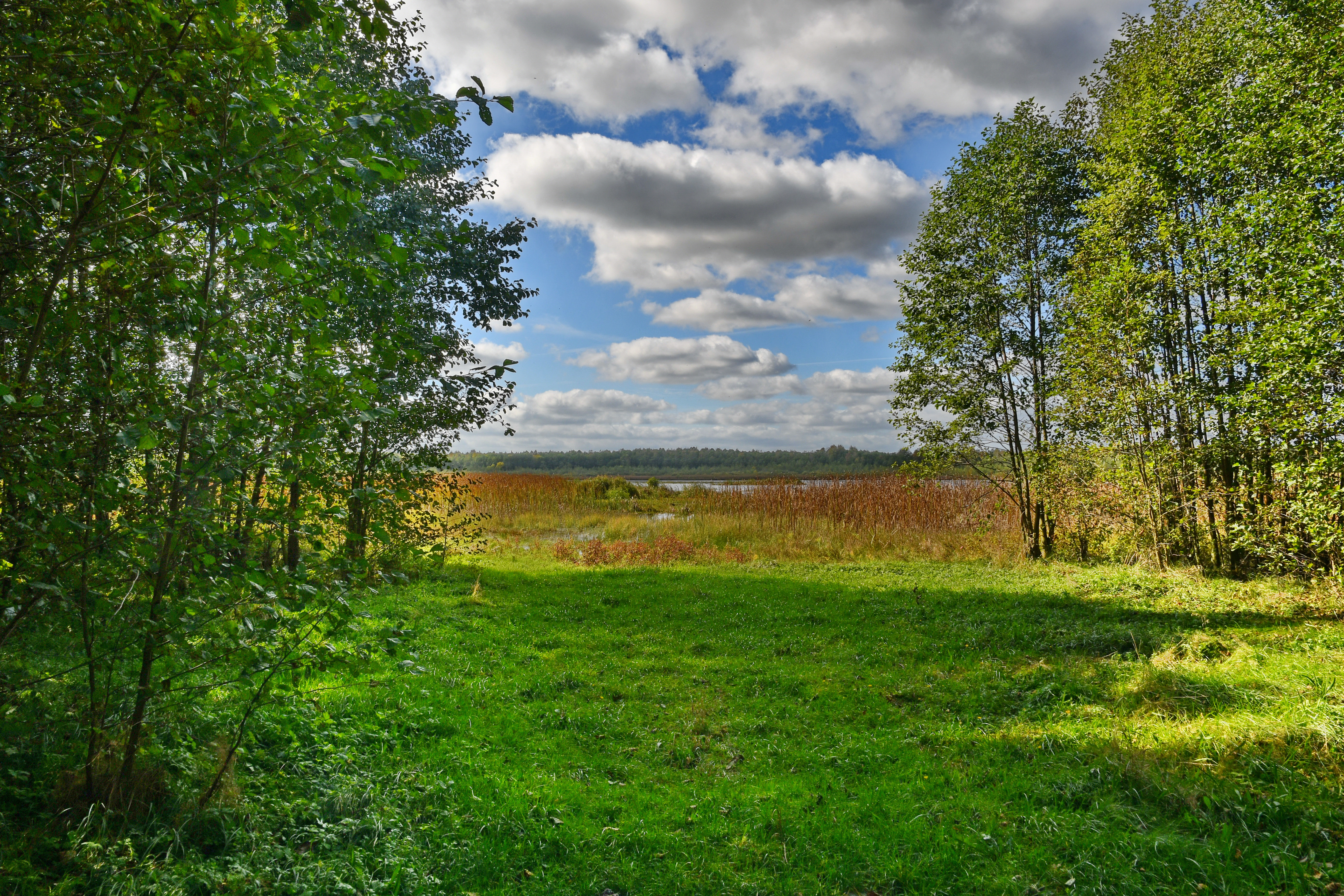
Вхід до озера зі сходу
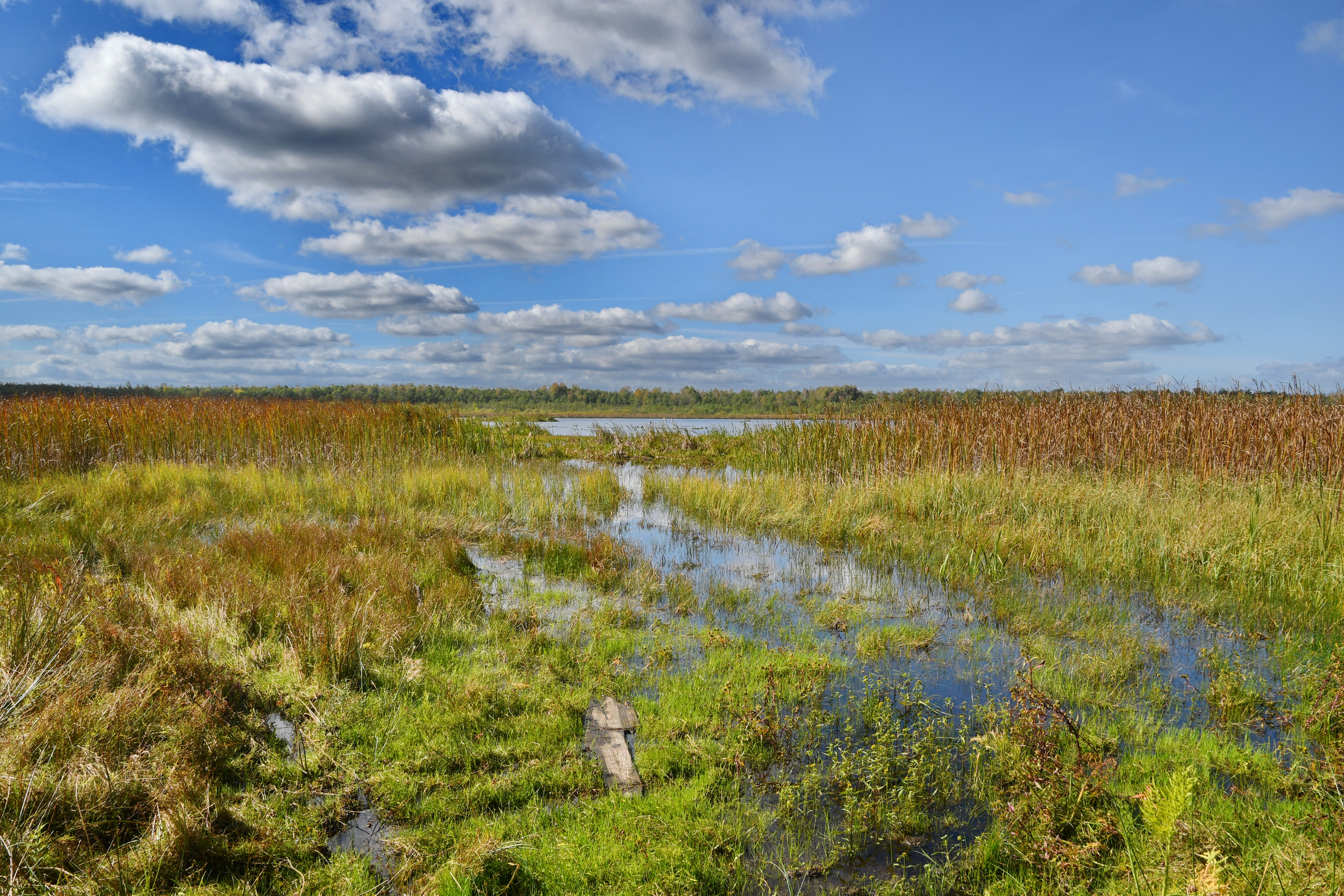
Вигляд зі сходу
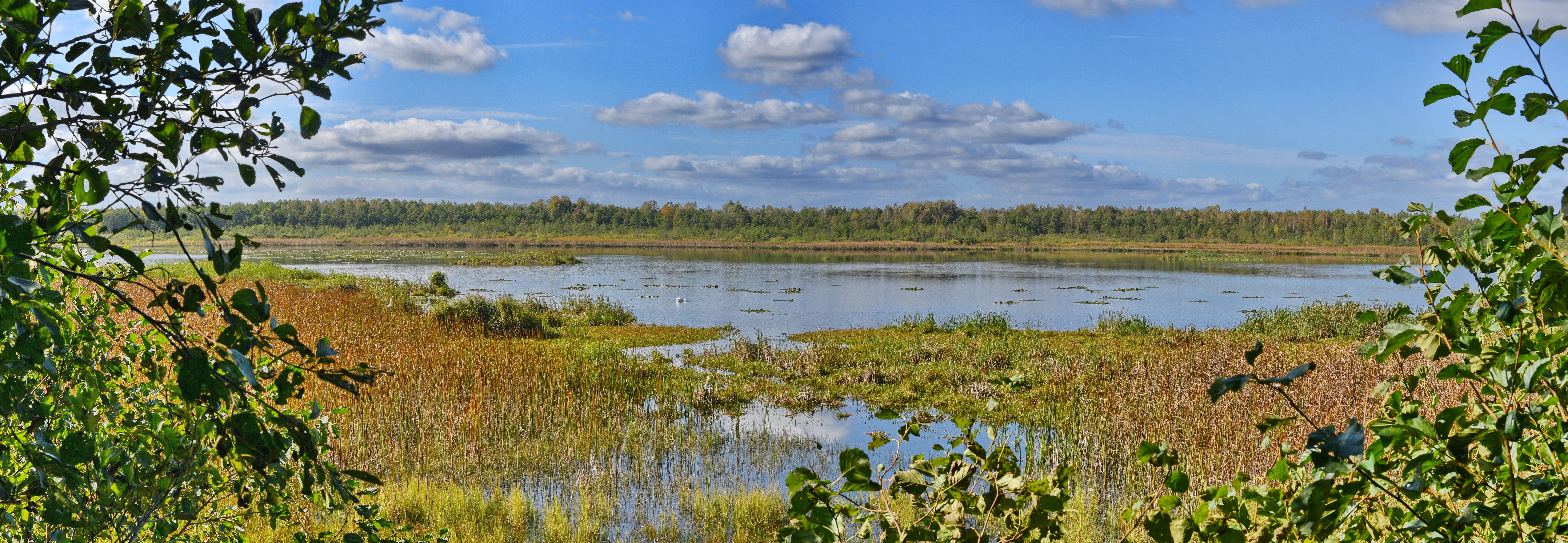
Панорама зі східного берега